# Dietmar Wiese
Dietmar Wiese (* 3. Mai 1956) ist ein ehemaliger deutscher Fußballspieler.

## Werdegang
Der Torwart Dietmar Wiese begann seine Karriere in der Jugend von Preußen Münster und wechselte im Sommer 1974 zum Zweitligisten DJK Gütersloh. Er feierte sein Zweitligadebüt am 9. August 1975 beim 3:1-Sieg der Gütersloher gegen Bayer 04 Leverkusen. Es war sein einziges Zweitligaspiel für die Gütersloher. Im Sommer 1978 stieg er mit dem DSC Wanne-Eickel in die 2. Bundesliga auf und absolvierte bis zum freiwilligen Rückzug in die Oberliga Westfalen 38 Zweitligaspiele für den DSC. Anschließend wechselte Wiese zur SpVgg Erkenschwick, für die er 39 Zweitligaspiele absolvierte und mit denen er die Qualifikation für die eingleisige 2. Bundesliga verpasste.
Von 1996 bis 2002 sowie in der Saison 2004/05 war Dietmar Wiese Torwarttrainer bei Preußen Münster. Ende 2002 war er auch als Interimstrainer für die Mannschaft verantwortlich. Hauptberuflich ist Wiese Leiter des Stadtsportbunds in Münster.